# Mohammad Youssouf
Mohammad Youssouf (également Mir Youssouf) est un peintre d'illustrations à part et de miniatures persanes qui fut actif à Ispahan de 1636 à 1656.
Mohammad Youssouf est l'un des successeurs de Reza Abbasi dans sa dernière période de création. Il appartient aux maîtres persans les plus connus de la moitié du XVIIe siècle. Il peint en plusieurs genres, compose aussi bien des miniatures que des feuillets à part, dont le genre devient de plus en plus à la mode sous deux souverains: Safi 1629-1642) et Abbas II (1642-1666). Ses compositions les plus anciennes sont huit illustrations du Divan de Bâkî (1636, British Library) et la miniature la plus ancienne, celle intitulée Homme tenant un bâton de marche (musée des beaux-arts de Boston). Le dessin est très simple, dans le sillage de Reza Abbasi.

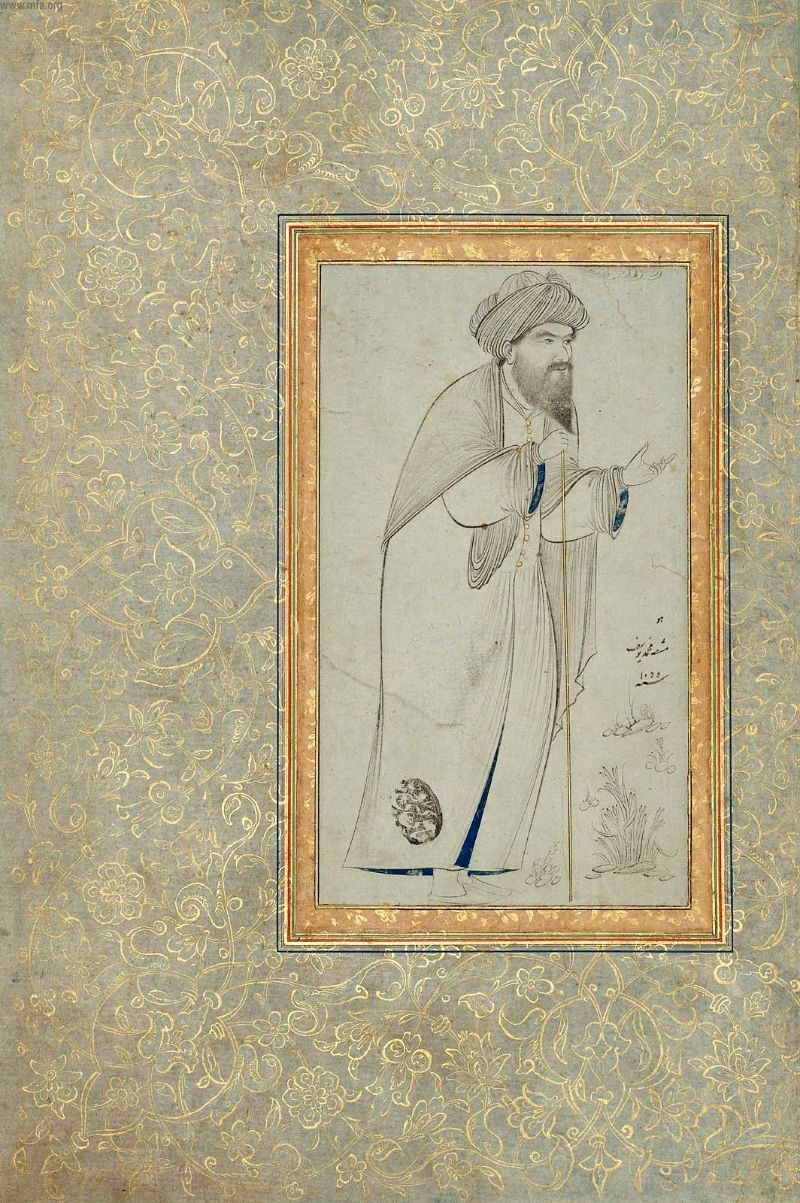
Mohammad Youssouf, Homme appuyé sur un bâton, 1645, Boston, musée des beaux-arts.

Comme nombre de maîtres, il prend part à l'illustration d'un exemplaire des années 1640 du Livre des rois de Firdoussi, destiné à la bibliothèque du mausolée de l'imam Reza de Mechhed (terminé en 1648). Il est vraisemblable que Mohammad Youssouf ait été en bons termes avec Mohammad Kassim, car leurs signatures se trouvent souvent à côté l'une de l'autre. 
À partir des années 1640, le style de son dessin se perfectionne, avec une ligne calligraphique et une certaine fluidité décontractée qui signent les meilleurs travaux du maître. Les illustrations du Divan du poète Hafez qu'il illustre de pair avec Mohammad Kassim peuvent aujourd'hui être admirées au musée de Topkapi d'Istanbul.

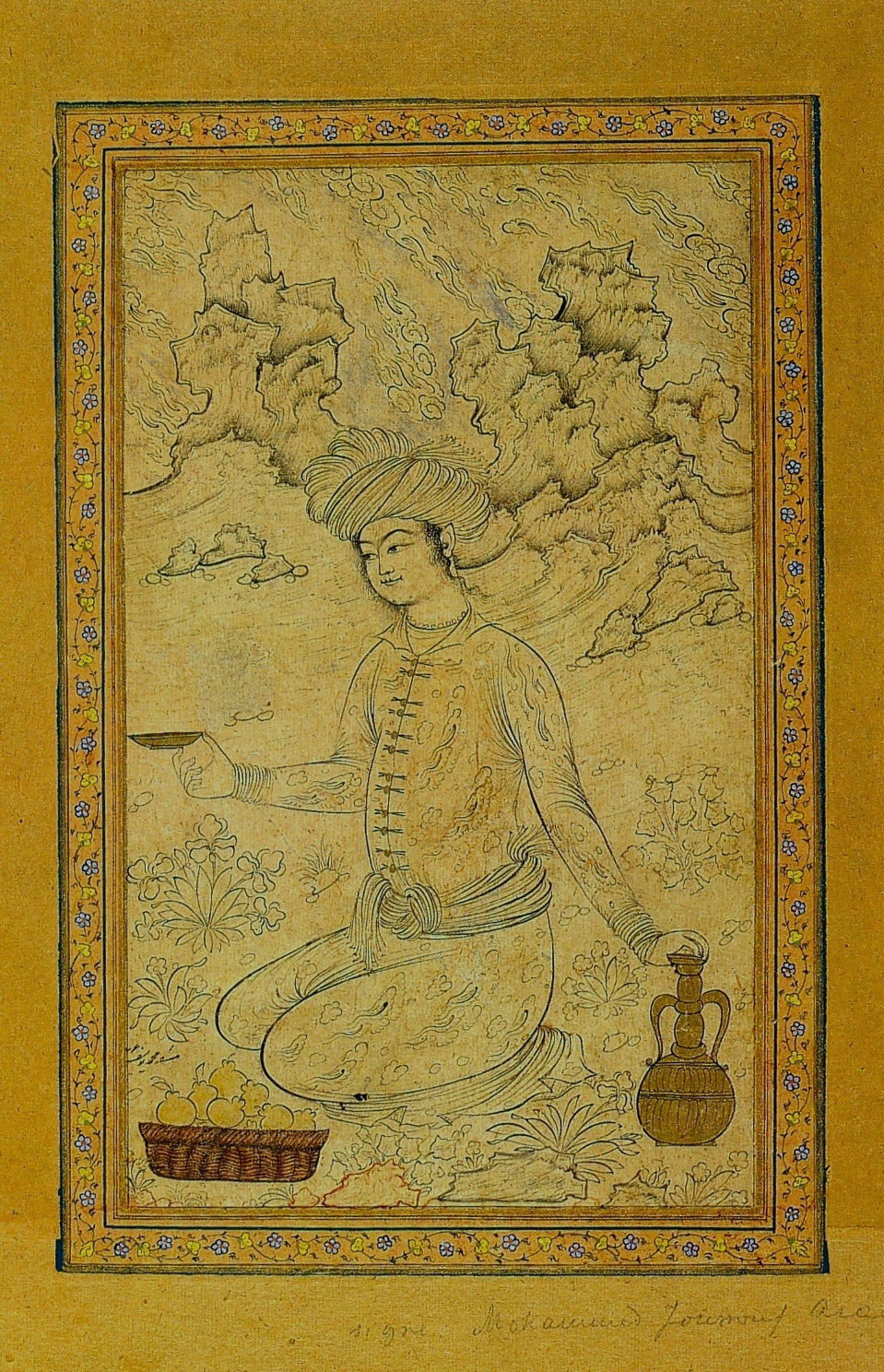
Mohammad Youssouf. Jeune homme à la tasse, 1656, musée de l'Ermitage (Saint-Pétersbourg)

Une partie importante et nombreuse de sa production est parvenue jusqu'à nos jours. Ce sont surtout des miniatures sur feuillets à part, colorées ou non, sur les thèmes les plus populaires. On trouve à la bibliothèque du palais du Golestan de Téhéran une illustration de l'oiseau-fleur; mais il aime surtout à peindre des jeunes gens souvent vêtus d'exquis vêtements de soie et de fils d'or et de chapeaux extravagants. Il devient ainsi un maître de ce genre, comme par exemple dans Le Jeune élégant (British Museum), ou Jeune homme, un demi-caftan jeté sur l'épaule (musée de l'Ermitage, années 1640).  
Il datait peu ses œuvres, mais il en est une - signée - peinte de la main gauche du peintre qui est intitulée Jeune homme à la tasse (musée de l'Ermitage, 1656) qui est un chef-d'œuvre de délicatesse. Le jeune homme a le visage typique des personnages principaux de Mohammad Youssouf, c'est-à-dire une figure ravissante de poupée. Le but du peintre n'était pas de montrer la réalité individuelle et les ressemblances, mais de transcender la réalité. Il a par ailleurs peu peint les personnes mûres, les mollahs, etc.

## Source
- (ru) Cet article est partiellement ou en totalité issu de l’article de Wikipédia en russe intitulé « Мухаммад Юсуф » (voir la liste des auteurs).